# Blender (magazine)
Pour les articles homonymes, voir Blender (homonymie).
Blender était un magazine de musique américain, publié de 1994 à 2009, dont le slogan était « The ultimate guide to music and more », soit en français « Le guide ultime de la musique et plus ».
Icône de la presse musicale américaine, le magazine n'a pas survécu aux difficultés conjoncturelles qui le minaient et qui avaient poussé Joe Levy, le rédacteur en chef, à réduire le nombre de pages. Le dernier numéro est paru en avril 2009.